# VS魂
《VS魂》為富士電視台於2021年1月3日開始播出的遊戲兼綜藝節目。

## 概要
- 作為《VS嵐》（2008年－2020年）的接檔節目，《VS魂》於2021年1月3日首播[1][2]，1月14日開始固定播出。
- 遊戲規則延續《VS嵐》，由嵐的團員相葉雅紀帶領節目固定成員[3]和Plus魂，與嘉賓隊進行遊戲對決，並累積分數，節目結束時，得分較高隊者獲勝。
- 除了繼承部分《VS嵐》的遊戲道具外，所有的遊戲項目都進行了更新，增加大家對遊戲的新鮮感。
- 2021年7月15日，節目內容大幅度更改，山崎弘也成為節目錄影棚中的固定主持人。
- 2021年10月21日，宣佈與サンボマスター（Sambomaster）合作制作節目的主題曲。
- 2021年12月1日，首次將主題曲《New Again! Again and Again》在FNS歌謡祭第1夜中表演。
- 2022年4月28日，將節目名稱改為《VS魂 Gradation》，飯尾和樹（日语：飯尾和樹）成為節目固定主持人；而山崎弘也則轉為客隊幫手，繼續定期出演。

## 出演人員
固定成員
- 相葉雅紀－隊長
- 風間俊介－協助隊長
- 佐藤勝利（Sexy Zone）
- 藤井流星（Johnny's WEST）
- 岸優太
- 浮所飛貴（美 少年／小傑尼斯）

主持
- 山崎弘也（2021年7月15日－）
- 飯尾和樹（日语：飯尾和樹）（2022年4月28日－）

旁白
- 伊藤利尋（日语：伊藤利尋）（2021年1月3日）
- 中村光宏（2021年1月3日－）
- 谷岡慎一（日语：谷岡慎一）（2021年1月14日－）
- 山本賢太（日语：山本賢太）（2022年1月13日 ）
- 生田竜聖（2022年1月20日 - ）

嘉賓
| 2021年 | 2021年  | 2021年 | 2021年 | 2021年           | 2021年                                           |
| 集數   | 日期    | Plus魂 | 對戰嘉賓 | 對戰結果 0勝利方 | 備註                                             |
| ------ | ------- | --- | --- | ---------------- | ------------------------------------------------ |
| 1      | 1月3日  | 初回3小時特別篇 現場直播 周東佑京、槙野智章、松本まりか、杉野遥亮、大久保佳代子、池田美優、山崎弘也、大倉忠義、木村拓哉、児嶋一哉、志田未来、設楽統、高橋克実、バカリズム、濱田岳、日村勇紀、平野紫耀、広瀬アリス、福原遥、山口智子、柴田英嗣、都築拓紀、石橋遼大、後藤拓実、鰻和弘、橋本直、福田麻貴、かなで、ゆめっち、高岸宏行、前田裕太、井戸田潤 | 初回3小時特別篇 現場直播 周東佑京、槙野智章、松本まりか、杉野遥亮、大久保佳代子、池田美優、山崎弘也、大倉忠義、木村拓哉、児嶋一哉、志田未来、設楽統、高橋克実、バカリズム、濱田岳、日村勇紀、平野紫耀、広瀬アリス、福原遥、山口智子、柴田英嗣、都築拓紀、石橋遼大、後藤拓実、鰻和弘、橋本直、福田麻貴、かなで、ゆめっち、高岸宏行、前田裕太、井戸田潤 | 木村拓哉         | 風間俊介因身體不適，僅聲音出演。                 |
| 2      | 1月14日 | 児嶋一哉、近藤春菜 | 電視劇「知ってるワイフ」隊 大倉忠義、広瀬アリス、瀧本美織、松下洸平、川栄李奈、生瀬勝久 | VS魂隊           | 相葉雅紀和風間俊介因身體不適，由二宮和也帶隊。   |
| 3      | 1月21日 | 今田耕司 | 電影「さんかく窓の外側は夜」隊 岡田将生、志尊淳、平手友梨奈、滝藤賢一、桜井ユキ、内田慈 | 嘉賓隊           | 相葉雅紀和風間俊介因身體不適，由村上信五帶隊。   |
| 4      | 1月28日 | 井戸田潤、小沢一敬 | 舞台劇「藪原検校」隊 三宅健、松雪泰子、市川猿之助、宮地雅子、みのすけ、高橋洋 | 嘉賓隊           |                                                  |
| 5      | 2月4日  | 昴生、亜生 | 舞台劇「Oslo」隊 坂本昌行、安蘭けい、福士誠治、河合郁人、相島一之、益岡徹 | 嘉賓隊           |                                                  |
| 6      | 2月11日 | カンニング竹山、山崎弘也 | 舞台劇「月影花之丞大逆転」隊 中谷さとみ、西野七瀬、阿部サダヲ、古田新太、河野まさと、浜中文一 | VS魂隊           |                                                  |
| 7      | 2月18日 | 井上裕介、石田明 | 電影「ライアー×ライアー」隊 森七菜、松村北斗、相田翔子、堀田真由、小関裕太、板橋駿谷 | 嘉賓隊           |                                                  |
| 8      | 2月25日 | 倉科カナ、ゆりやんレトリィバァ | 吐槽隊 陣内智則、柴田英嗣、小峠英二、おいでやす小田、太田博久、昴生 | 嘉賓隊           |                                                  |
| 9      | 3月4日  | 藤本敏史、稲田直樹 | 電影「ブレイブ -群青戦記-」隊 新田真剣佑、山崎紘菜、鈴木伸之、渡邊圭祐、濱田龍臣、草野大成 | 嘉賓隊           |                                                  |
| 10     | 3月11日 | 春季2小時特別篇 DAMASHI魂最強王決定戰 葵わかな、市川海老蔵、大久保佳代子、片岡愛之助、狩野英孝、瀧本美織、中尾明慶、三吉彩花、山崎育三郎、吉岡里帆、山崎弘也、滝沢カレン、戸次重幸、小峠英二 | 春季2小時特別篇 DAMASHI魂最強王決定戰 葵わかな、市川海老蔵、大久保佳代子、片岡愛之助、狩野英孝、瀧本美織、中尾明慶、三吉彩花、山崎育三郎、吉岡里帆、山崎弘也、滝沢カレン、戸次重幸、小峠英二 | 風間俊介         |                                                  |
| 11     | 3月25日 | 児嶋一哉、池田美優 | 電影「シグナル 長期未解決事件捜査班」隊 坂口健太郎、北村一輝、吉瀬美智子、奈緒、木村祐一、池田鉄洋 | VS魂隊           |                                                  |
| 12     | 4月1日  | 水田信二、川西賢志郎 | 電視劇「イチケイのカラス」隊 竹野内豊、黒木華、桜井ユキ、勝村政信、水谷果穂、飯尾和樹 | 嘉賓隊           |                                                  |
| 13     | 4月8日  | 大久保佳代子、吉村崇 | 電視劇「レンアイ漫画家」隊 鈴木亮平、吉岡里帆、木南晴夏、竜星涼、眞栄田郷敦、小西桜子 | 嘉賓隊           |                                                  |
| 14     | 4月15日 | 山崎弘也、柴田英嗣 | 電視劇「大豆田とわ子と三人の元夫」隊 松たか子、岡田将生、高橋メアリージュン、角田晃广、弓削智久、豐嶋花 | 嘉賓隊           |                                                  |
| 15     | 4月22日 | 小島瑠璃子、菊地亜美 | VS魂成員的朋友隊 小瀧望、井戸田潤、小沢一敬、都築拓紀、石橋遼大、後藤拓実、吉村崇 | VS魂隊           |                                                  |
| 16     | 4月29日 | 近藤春菜、箕輪はるか | 電影「るろうに剣心 最終章 The Final」隊 佐藤健、武井咲、青木崇高、土屋太鳳、大西利空、阿部進之介 | 嘉賓隊           |                                                  |
| 17     | 5月6日  | 小籔千豊、薮宏太 | 電影「ヒノマルソウル～舞台裏の英雄たち～」隊 田中圭、土屋太鳳、山田裕貴、小坂菜緒、山崎弘也、栄田郷敦 | 嘉賓隊           |                                                  |
| 18     | 5月13日 | 狩野英孝 | 電影「地獄の花園」隊 永野芽郁、広瀬アリス、菜々緒、川栄李奈、遠藤憲一、バカリズム、山崎弘也 | VS魂隊           |                                                  |
| 19     | 5月20日 | 山崎弘也、生見愛瑠 | 大悟軍團 大悟、山内健司、濱家隆一、野田クリスタル、村上、福田麻貴、ゆめっち、かなで | VS魂隊           |                                                  |
| 20     | 5月27日 | 陣内智則、斉藤慎二 | 電影「100日間生きたワニ」隊 神木隆之介、中村倫也、木村昴、新木優子、山田裕貴、児嶋一哉 | VS魂隊           |                                                  |
| 21     | 6月3日  | 山崎育三郎、山崎弘也 | 水谷千重子一座 水谷千重子、武田真治、生駒里奈、八公太郎、近藤春菜、箕輪はるか、じろう、長谷川忍 | VS魂隊           |                                                  |
| 22     | 6月10日 | 狩野英孝 | 北海道隊 タカアンドトシ、吉村崇、徳井健太、とにかく明るい安村、バービー | 嘉賓隊           |                                                  |
| 23     | 6月17日 | 児嶋一哉、ゆりやんレトリィバァ | 電視劇「Night Doctor」隊 波瑠、田中圭、岡崎紗絵、沢村一樹、野呂佳代、山崎弘也 | 嘉賓隊           | 岸優太參演電視劇《Night Doctor》，故加入嘉賓隊。 |
| 24     | 6月24日 | 鰻和弘、橋本直 | 電影「東京卍復仇者」隊 北村匠海、山田裕貴、杉野遥亮、今田美櫻、吉沢亮、藤本敏史 | VS魂隊           |                                                  |
| 25     | 7月1日  | 小峠英二、長谷川雅紀 | 電視劇「她很漂亮 (日本電視劇)」隊 中島健人、小芝風花、赤楚衞二、佐久間由衣、高橋優斗、山崎弘也 | VS魂隊           |                                                  |
| 26     | 7月8日  | 大久保佳代子、山崎弘也 | Break中藝人隊 盛山晋太郎、リリー、嶋佐和也、屋敷裕政、薄幸、ヒコロヒー、田中卓志 | VS魂隊           |                                                  |

## 播放日程
| 放送日期                       | 放送時間（UTC+9）                     |
| ------------------------------ | ------------------------------------- |
| 2021年01月03日                 | 星期日 18:00 - 21:00 （約180分鐘）    |
| 2021年01月14日－2021年03月25日 | 每週星期四 19:00 - 19:57 （約57分鐘） |
| 2021年04月01日－2022年04月21日 | 每週星期四 19:00 - 20:00 （約60分鐘） |
| 2022年04月23日                 | 星期六 16:30 - 17:00 （約30分鐘）     |
| 2022年04月28日－迄今           | 每週星期四 19:00 - 20:00 （約60分鐘） |

## 遊戲內容
Flying Dash
登場日期：2021年1月3日
遊戲規則：每隊派一名玩家站在研缽形狀的場地中，由三名隊員從場外發出指令，使其按下安裝在場地邊緣的按鈕。玩家可以透過被吊著的鋼索在場中行走或滑行。場地邊緣一共設有24個按鈕，按鈕會發亮，按下發亮的按鈕後，下一個目標按鈕才會亮起。按下水藍色和黃色按鈕得10分，粉色按鈕得30分。遊戲總時間為60秒，當時間剩下15秒時，才會啟動粉色按鈕。2021年3月25日開始，敵方隊伍會派出3個人拿火箭炮進行干擾，火箭炮射出的球會黏在玩家的衣服上，被黏中1球扣10分。
Pop'n Bowler
登場日期：2021年1月3日
遊戲規則：每隊六個人排成一排，利用弧形的軌道將球投進在輸送帶上的目標球框。輸送帶一共會通過５個目標球框，投進球框的分數會依位置、數量和大小而有差異。
DAMASHI魂
登場日期：2021年1月3日
遊戲規則：由四位玩家對戰，每位玩家共有五個棋子，當其中一位玩家將兩個棋子移動到終點，則此位玩家獲勝。玩家透過骰子骰到的點數來移動棋子，骰子的點數為１、２、３、４，和骷髏記號。當玩家骰到數字１到４時，一定要如實申報數字；骰到骷髏記號時，一定要謊報數字。當此回合玩家申報完數字後，其他玩家會聽其申報的數字判斷是否說謊，若懷疑謊報數字，就按下「說謊」的按鈕；若認為沒有說謊，就按下「通過」的按鈕。當在座有任何一位玩家按下「說謊」的按鈕，則此回合玩家骰到的點數會公布在螢幕上，若螢幕顯示為骷髏記號，此回合玩家會失去其正在進行的棋子，而按下「說謊」按鈕的玩家，可以獲得此回合玩家申報的點數；若螢幕顯示為此回合玩家申報的數字，按下「說謊」按鈕的玩家會失去其正在進行的棋子。失去棋子的玩家可以拿新的一個棋子從起點重新開始，當五個棋子都用完，就必須退出遊戲。若沒有任何一位玩家將兩個棋子移動到終點，且全部玩家的棋子都無法移動時，遊戲結束並計算分數，由得分較高者獲勝。分數的計算方式是第一個到達終點的棋子得1分，第二個得2分，依此類推，棋子越晚到達終點分數越高。
Drone Escape
登場日期：2021年1月14日
遊戲規則：每隊派出四名玩家，玩家要將放置在周圍的球，投進場地中央的目標籃框裡，投進一球得10分，投進越多團隊分數越高。每位玩家背上都背著一顆巨大的氣球，會有無人飛機將氣球戳破，氣球破掉的玩家將失去遊戲資格。另外，場地中擺設了一堆奇形怪狀障礙物，玩家可以利用這些障礙物躲避無人飛機的攻擊。遊戲總時間為90秒，當時間剩下45秒時，會出現第二架無人飛機。若90秒內，所有玩家的氣球都破掉了，同樣會使遊戲提前結束。
出差魂
登場日期：2021年1月14日
遊戲規則：VS魂的一位成員到訪東京的各個地方，和當地的名人一起出題益智題目。
Clutch Getter
登場日期：2021年1月28日
遊戲規則：所有玩家會分配到一個可移動的把手，利用此把手在巨大的滑桌上傳送飛盤，並將飛盤射入球門。射入一枚橙色飛盤得30分，遊戲進行中會出現三枚藍色飛盤，射入一枚藍色飛盤得60分；若飛盤停在溝槽裡或在玩家碰不到的位置，則為0分。遊戲總時間為60秒。
Arrow Shooting
登場日期：2021年4月15日（2021年3月4日－4月8日，將此遊戲稱為「弓魂」）
遊戲規則：兩條輸送帶上會經過5個目標物，目標物上有大小不一的氣球。玩家利用手上的弓箭將氣球射破，射破的氣球越小則分數越高，當一個目標物上的氣球全被玩家們射破時，隊伍總分會額外增加50分。從第1個到第4個目標物為止，一個目標物玩家只能射1次箭；第5個目標物則沒有限制玩家的射箭次數。
聽解魂
登場日期：2021年3月25日
遊戲規則：每隊派出一位代表者，只有代表者知道答案，由團隊成員向代表發問問題的形式，推理出答案內容。除了代表者之外，團隊成員之中也有事前知道答案的成員，他們不用答題，只需要好好的發問問題，引導其他不知道答案的隊員推理出正確答案。答題時間限制是300秒，若在時間內答出正確答案，剩餘的秒數就是該隊得到的分數；但若過程中回答錯誤，答錯一次秒數扣15秒。敵方隊伍會聽取其發問的問題，抓出事前知道答案的成員，只有兩次機會，第一次就抓到，得到的分數歸零，第二次才抓到，得到的分數折半。
Gura Gura Deliver
登場日期：2021年4月15日
遊戲規則：兩人一組抬起一塊長方形板子，將上面放的積木從起點運送至終點，運送的路途上有好幾處障礙物需避開。規定每次運送的積木必須至少要堆疊5層（10個）以上，送達終點的積木一塊得10分，運送時間限制是90秒。遊戲中的背景音樂是「剣の舞」。
特別企劃
運動類：超高空吃麵包競賽／弓魂／魂 Grand Prix／Birchall Dodgeball／Flying Catch
解謎類：繪畫魂／演員魂／錯覺畫魂／吐槽魂／聽解魂
其他：遊戯魂

## 工作人員
- 構成：町田裕章、田中到
- TP、TD、SW：斉藤伸介
- SW：真野昇太、勝村信之
- CAM：高瀬和彦
- CA：天野水貴
- VE：小幡茂樹
- 聲音：日置健太郎
- 燈光：黒井宏行
- 線路：吉村理希、相澤隆之
- VIZ：草崎祐一郎
- （送出）SW：長田崇
- （送出）VE：横井甲児
- （送出）聲音：菊池道元
- （送出）TK：星美香
- 美術制作：古江学
- 設計：鈴木賢太
- 美術協調：中村秀美
- 大道具裝置：浅見大
- 大道具操作：藤沢和雄
- 妝飾：栩木崇行
- 美術架構：田中裕司
- 特殊裝置：山崎峰生
- 燈飾：林将大
- 特殊美術：高橋明
- 視覺效果：中溝雅彦
- 操演：秋山メカステージ
- 編集：田郡章裕、渡邊実、岩田明大
- 音響效果：温水義成
- MA：阿部雄太
- TK：槇加奈子、山口奈保美
- CG：秋里直樹
- 字幕：三原有貴
- 衣裝：服部幸雄、山田かつら
- 造型師：壽村太一
- 宣傳：根本智史・飯泉英一郎
- 協助：傑尼斯事務所
- 制作協助：ザ・スピングラス、ガスコイン・カンパニー、ロイドブラザーズ
- 技術協助：fmt、共同テレビジョン、共立、サンフォニックス、田中電設、4-Legs、IMAGICA Lab.、マルチバックス
- 制作流程：津野若菜
- 新聞編輯：川本栄、岩田朋子
- 導演：菅剛史、黒田源治、中内竜也、唐雅則、鷹見睦、太田秀司、野満一朗太、金澤賢史
- 製作人：金佐智絵、桐谷太一、鈴木浩史、竹内承
- 總製作人：宮崎鉄平
- 企劃・綜合演出：萬匠祐基
- 制作著作：富士電視台

## 外部連結
- VS魂 （页面存档备份，存于）－官方網頁
- VS魂 （页面存档备份，存于）－Twitter